# Valeriu Pleșca
Valeriu Pleșca (né le 8 novembre 1958 à Dumitreni dans le raion de Florești en RSS de Moldavie), est un homme politique moldave.
Il a été ministre de la Défense de Moldavie du 29 décembre 2004 au 11 juin 2007.